# Ellingham, Hampshire
Ellingham är en by i civil parish Ellingham, Harbridge and Ibsley, i distriktet New Forest, i grevskapet Hampshire i England. Ellingham var en civil parish fram till 1979 när blev den en del av Ellingham, Harbridge & Ibsley. Civil parish hade 595 invånare år 1961. Byn nämndes i Domedagsboken (Domesday Book) år 1086, och kallades då Adelingeham.